# Fuirena angolensis
Fuirena angolensis är en halvgräsart som först beskrevs av Charles Baron Clarke, och fick sitt nu gällande namn av Kaare Arnstein Lye, Jean Raynal och Helmut Roessler. Fuirena angolensis ingår i släktet Fuirena och familjen halvgräs. Inga underarter finns listade i Catalogue of Life.